# Dharanboodhoo
Dharanboodhoo is een van de bewoonde eilanden van het Faafu-atol behorende tot de Maldiven.

## Demografie
Dharanboodhoo telt (stand maart 2007) 181 vrouwen en 217 mannen.